# Aleksandr Bystrow
Aleksandr Siemionowicz Bystrow (ros. Александр Семёнович Быстров, ur. 1904 w guberni pskowskiej, zm. 1964 w Leningradzie) – funkcjonariusz radzieckich organów bezpieczeństwa, generał porucznik, pozbawiony stopnia w 1955.

## Życiorys
Skończył dwuklasową szkołę i pracował w gospodarstwie ojca, od października 1927 do lutego 1930 służył w Armii Czerwonej w Pskowie, od października 1928 kandydat na członka, a od marca 1932 członek WKP(b). Od lutego 1930 w OGPU, starszy pełnomocnik operacyjny Wydziału Specjalnego OGPU/NKWD 56 Dywizji w Pskowie, od sierpnia 1935 do kwietnia 1936 szef Wydziału Specjalnego NKWD Murmańskiej Brygady Leningradzkiego Okręgu Wojskowego, od 23 marca 1936 młodszy porucznik bezpieczeństwa państwowego, od 23 kwietnia 1936 do września 1939 szef Wydziału Specjalnego NKWD 54 Dywizji Leningradzkiego Okręgu Wojskowego. Od czerwca 1939 do listopada 1940 szef Wydziału Specjalnego NKWD 56 Korpusu Piechoty Leningradzkiego Okręgu Wojskowego, 13 października 1939 awansowany na starszego porucznika bezpieczeństwa państwowego, od listopada 1940 do czerwca 1941 zastępca szefa Wydziału Specjalnego NKWD 7 Armii Leningradzkiego Okręgu Wojskowego, starszy komisarz batalionowy, od czerwca do 2 września 1941 zastępca szefa Wydziału Specjalnego NKWD 7 Armii Frontu Karelskiego, od 2 do 26 września 1941 szef Wydziału Specjalnego 7 Armii Frontu Północnego, od 13 października do 17 listopada 1941 szef Wydziału Specjalnego NKWD 26 Armii Frontu Zachodniego, od 17 listopada 1941 do 2 maja 1942 szef Wydziału Specjalnego NKWD 50 Armii Frontu Zachodniego, 28 grudnia 1941 mianowany majorem bezpieczeństwa państwowego. Od 2 maja do czerwca 1942 zastępca szefa, a od 25 czerwca 1942 do 29 kwietnia 1943 szef Wydziału Specjalnego NKWD Frontu Leningradzkiego, 2 lipca 1942 awansowany na starszego majora, a 14 lutego 1943 komisarza bezpieczeństwa państwowego. Od 29 kwietnia 1943 do 22 lipca 1945 szef Zarządu Kontrwywiadu Smiersz Frontu Leningradzkiego, 26 maja 1943 mianowany generałem majorem, a 25 września 1944 generałem porucznikiem, od 22 lipca 1945 do 18 listopada 1949 szef Zarządu Kontrwywiadu Smiersz/Zarządu Kontrwywiadu MGB Leningradzkiego Okręgu Wojskowego, od września 1950 do października 1951 na kursach w Wyższej Szkole MGB ZSRR, od 26 października 1951 do 3 lipca 1953 zastępca szefa Zarządu Kontrwywiadu MGB/MWD Karpackiego Okręgu Wojskowego, od 3 lipca do 23 listopada 1953 szef Wydziału 3 Operacyjnego Zarządu Poprawczego Obozów Pracy MWD, następnie zwolniony ze służby. 3 stycznia 1955 pozbawiony stopnia generalskiego „za zdyskredytowanie siebie podczas pracy w organach bezpieczeństwa państwowego”.

## Odznaczenia
- Order Lenina (29 czerwca 1945)
- Order Czerwonego Sztandaru (czterokrotnie - 1940, 28 października 1943, 21 lutego 1944 i 25 lipca 1949)
- Order Kutuzowa II klasy (5 października 1944)
- Order Czerwonej Gwiazdy (3 listopada 1944)

I 4 medale.